# Joanna Tynnilä
Joanna Maria Tynnilä (* 1. September 2001) ist eine finnische Fußballspielerin und seit 2023 auch A-Nationalspielerin.

## Karriere

### Vereine
Aus der Jugendmannschaft des im Ortsteil von Vantaa ansässigen Tikkurilan Palloseura hervorgegangen, rückte Tynnilä in deren erste Mannschaft auf. Für die Mannschaft bestritt sie 22 Punktspiele – zunächst in der zweithöchsten Spielklasse, der Naisten Ykkönen.
Ihr Debüt im Seniorinnenbereich gab sie am 15. April 2017 beim 1:0-Sieg im Auswärtsspiel gegen die NiceFutis. Mit dem Aufstieg in die – noch (bis 2019) unter dem Namen Naisten Liiga – höchste Spielklasse bestritt sie von 2018 bis 2019 insgesamt 43 Punktspiele, in denen ihr zwei Tore gelangen. Ihr erstes erzielte sie am 3. Juni 2019 (11. Spieltag) beim 1:1-Unentschieden im Heimspiel gegen HJK Helsinki mit dem Treffer zum Endstand in der 68. Minute. Ihr letztes und 106. Punktspiel für ihre Mannschaft bestritt sie am 9. Oktober 2021 beim 3:2-Sieg im Auswärtsspiel gegen die Frauenfußballmannschaft von Kuopion PS.
In den Spielzeiten 2022 und 2023 spielte sie für HJK Helsinki in der seit 2020 Kansallinen Liiga genannten höchsten Spielklasse und bestritt in dieser Zeit 36 (21 und 15) Punktspiele, in denen sie ein Tor erzielte.
Nach Norwegen gelangt, gehörte sie dem Erstligisten SK Brann an, für den amtierenden Double-Sieger sie in der Spielzeit 2023 im Zeitraum 26. August 2023 – 18. November ihre ersten neun Punktspiele (6 S, 2 U, 1 N – 24:5 Tore) bestritt. In der Folgespielzeit wurde sie in 24 von 27 Punktspielen eingesetzt.

### Nationalmannschaft
Tynnilä fand als Nationalspielerin für den SPL in der U17-Nationalmannschaft in zwei Jahren in 13 Länderspielen – zehn in der EM-Qualifikation und drei bei der altersbezogenen und in Uruguay ausgetragenen Weltmeisterschaft 2018 – Berücksichtigung.
Für die U18-Nationalmannschaft kam sie am 12. und 14. Juni 2019 im zweimaligen Kräftemessen mit der U18-Nationalmannschaft Österreichs zum Zuge; das erste wurde mit 2:1, das zweite mit 1:0 gewonnen.
Für die U19-Nationalmannschaft bestritt sie fünf Länderspiele, davon drei in den EM-Qualifikation 2018/19 und zwei in Freundschaft. Für die U23-Nationalmannschaft wurde sie in vier Länderspielen (alles Freundschaftsspiele) berücksichtigt.
Ihr A-Länderspieldebüt erfolgte am 16. Februar 2023 in Larnaka mit dem ersten Spiel im Turnier um den Zypern-Cup beim 4:1-Sieg über die Nationalmannschaft Kroatiens. Anschließend kam sie auch in den nachfolgenden zwei Spielen am 19. und 22. Februar beim 8:0- und 4:0-Sieg über die Nationalmannschaften Ungarns und Rumäniens zum Zuge. Ihr viertes A-Länderspiel bestritt sie im Wettbewerb der Nations-League mit dem vierten Spiel der Gruppe B2 beim 2:0-Sieg über die Nationalmannschaft Kroatiens am 31. Oktober 2023 in Šibenik.
Im Spieljahr 2024 wurde sie in elf A-Länderspielen berücksichtigt. Zunächst wirkte sie am 21. Februar in San Pedro del Pinatar beim 4:0-Sieg im Freundschaftsspiel gegen die Nationalmannschaft Philippiniens mit, anschließend im Turnier um den Pinatar-Cup.
Bei nur vier teilnehmenden Mannschaften wurde am 24. und 27. Februar ein Halbfinale, ein Spiel um Platz 3 und ein Finale ausgetragen. Mit ihrer Mannschaft gewann sie beide Begegnungen mit der Nationalmannschaft Sloweniens (2:1) und der Nationalmannschaft Schottlands (1:1; 5:4 i. E.) und ging somit als Sieger aus dem Turnier hervor. Ihre acht weiteren Einsätze waren die ersten fünf Spiele der EM-Qualifikationsgruppe A1 und die drei Ausschlussspiele der ersten und zweiten Runde (5:0 vs. Montenegro, 0:0 und 2:0 vs. Schottland am 29. Oktober, 29. November und 3. Dezember). Vom 21. Februar bis zum 3. Juni 2025 bestritt sie alle sechs Spiele der Gruppe B3 bei der zweiten Austragung des Wettbewerbs der Nations-League. 
Dem Kader für die Europameisterschaft zugehörig, kam sie in allen drei Spielen der Gruppe A zum Einsatz, schied jedoch nach der Gruppenphase aus dem Turnier aus, da sie mit ihrer Mannschaft im letzten und entscheidenden Spiel gegen die Schweizer Nationalmannschaft den 1:1-Ausgleichstreffer in der Nachspielzeit hinnehmen musste und die punktgleichen Schweizerinnen eine um ein Tor bessere Tordifferenz aufwiesen.

## Erfolge
Nationalmannschaft
- Erste Teilnahme an einer Europameisterschaft (2025)
- Pinatar Cup-Sieger 2024
- Zypern-Cup-Sieger 2023

SK Brann
- Zweiter Norwegische Meisterschaft 2024

HJK Helsinki
- Finnischer Pokal-Finalist 2022, 2023

Tikkurilan Palloseura
- Meister Naisten Ykkönen 2017 und Aufstieg in die Naisten Liiga